# Hervé Tchami
Hervé Christian Tchami-Ngangoue vagy röviden Hervé Tchami (Kamerun, Fopounga, 1988. február 20. –) kameruni válogatott labdarúgó. Leggyakrabban a középpálya bal oldalán támadó szellemben játszik.

## Mérkőzései a kameruni válogatottban
| #  | Dátum            | Ellenfél | Eredmény | Kiírás              | Esemény    |
| -- | ---------------- | -------- | -------- | ------------------- | ---------- |
| 1. | 2013. február 6. | Tanzánia | 0 – 1    | barátságos mérkőzés | lecserélve |

## Junior évek
A futball alapjait Németországban tanulta. A Hertha BSC akadémiájáról került ki, majd 18 évesen Hamburgba szerződtette, elhappolva a Karlsruher SC elől, aki szintén szerződtette volna. Hamburgban a tartalék gárdánál számítottak rá. Mivel nem tudott az első csapat közelébe kerülni, ezért távozni kényszerült. Próbajátékon volt a norvég Odd Grenland BK-nál, ahol szerződtették is volna, csak az anyagiakban nem tudtak megegyezni.

## Profi karrier
2008 februárjában a Budapest Honvédnál vett részt próbajátékon, ahol egy Ligakupa és egy edzőmérkőzésen is pályára lépett, de végül nem kapott szerződést.
Ezek után márciusban érkezett próbajátékra a lengyel Zagłębia csapatához. 2008. április 1-jén írt alá egyéves szerződést a lengyelekhez. Új csapatában első mérkőzésén megsérült Nyáron szerződést bontottak vele.
2009 januárjában igazolt a cseh MFK Karvinához, ahová 1.5 évre írt alá. Először a 2. tavaszi fordulóban lépett pályára a csapatban, a FK Ustí nad Labem elleni mérkőzésen csereként állt be. A másfél év alatt 27 bajnokin jutott szóhoz.
2010 nyarán miután lejárt a szerződése, ingyen igazolhatóvá vált. 2010. július 19-én érkezett próbajátékra Szolnokra, ahol pályára lépett az Egri FC elleni mérkőzésen. Három nappal később 2 éves szerződést írt alá a Szolnoki MÁV FC-hez. 2011. őszi idényben átigazolt a Budapest Honvéd FC-hez, ahol a csapat meghatározó egyénisége lett. A 2013-as őszi szezonra a Honvéd csapatától a lengyel élvonalban szereplő Pogoń Szczecinhez igazolt.

## Magánélete
Testvérei, Alphonse és Joël szintén labdarúgók.

## Sikerei, díjai
- A 2012/2013-as idényben az NB1-ben a Budapest Honvéd bronzérmes csapatának tagja.